# Declaración de independencia de Palestina

Bandera de Palestina, adoptada por el Consejo Nacional de Palestina como representativa del estado palestino.

Países que han reconocido formalmente el Estado de Palestina hasta julio de 2024.

La Declaración de independencia de Palestina fue redactada por el poeta palestino Mahmud Darwish y proclamada por Yasir Arafat, líder de la Organización para la Liberación de Palestina (OLP) el 15 de noviembre de 1988 en Argel. Había sido previamente aprobada por el Consejo Nacional Palestino, el órgano legislativo de la OLP, con 253 votos a favor, 46 en contra y 10 abstenciones. Fue leído en la sesión de clausura del 19.º Consejo Nacional Palestino ante una ovación de los asistentes. Al terminar la lectura de la declaración, Arafat, como presidente de la OLP, asumió el cargo de «presidente de Palestina».
A pesar de la proclamación unilateral del Estado de Palestina, en el momento de la declaración la OLP no ejercía control sobre ningún territorio, y designó Jerusalén como la capital de Palestina, que se encontraba bajo control de Israel y declarada capital de este estado. Por ello, esta declaración de independencia fue interpretada como un gesto simbólico.
El 28 de octubre de 1974, la cumbre de la Liga Árabe celebrada en Rabat designó a la OLP como el «único representante legítimo del pueblo palestino, y reiteró su derecho a establecer un Estado independiente de urgencia».
Reconocido por 94 países tras su proclamación, el Estado palestino carece de independencia de facto, y su extensión geográfica se identifica generalmente con los Territorios Palestinos. En junio de 2024, 145 países miembros de la ONU habían reconocido formalmente el Estado de Palestina.

## Contenido

Territorios palestinos definidos por el armisticio árabe-israelí de 1949, la resolución 242 del Consejo de Seguridad de la ONU y reclamados por la OLP en su declaración de independencia.

La declaración se refería a la región de Palestina, como la definía el Mandato Británico de Palestina, incluyendo la totalidad de Israel, así como Cisjordania y la Franja de Gaza. Hacía referencia al Plan de la ONU para la partición de Palestina de 1947 (que sirvió como base para la declaración de independencia de Israel) y las "resoluciones de la ONU desde 1947" en general. Invocaba el plan de partición como declaración de legitimidad para un Estado palestino, aunque los palestinos se negaron a aceptar la resolución de partición (en oposición a Israel, que sí aceptó el plan de la ONU).
La declaración no reconocía explícitamente el Estado de Israel. Sin embargo, un documento anexo mencionaba explícitamente la Resolución 242 del Consejo de Seguridad de las Naciones Unidas, y las declaraciones de Yasir Arafat en Ginebra un mes más tarde fueron aceptados por los Estados Unidos como suficientes para eliminar las ambigüedades en la declaración. Sobre la base de estas declaraciones, se puede interpretar que la declaración reconoce a Israel en sus fronteras anteriores a 1967, previas a la guerra de los Seis Días.
La referencia de la declaración a Palestina como la "tierra de las tres religiones monoteístas" fue interpretada como el reconocimiento de la conexión histórica judía con la región, en lugar de argumentar que los judíos son colonos o extranjeros en la misma. Refiriéndose a "la injusticia histórica infligida al pueblo árabe palestino que originó su dispersión y privación de su derecho de autodeterminación", recordó la declaración del Tratado de Lausana (1923) y la Resolución 181 de la Asamblea General de las Naciones Unidas como muestras de apoyo a los derechos de los palestinos y de Palestina. La declaración a continuación, proclamaba un "Estado de Palestina en nuestro territorio palestino, con capital en Jerusalén". Las fronteras del Estado palestino no fueron especificadas en la declaración. En la misma se refería a la población del Estado: «El Estado de Palestina es el Estado de los palestinos dondequiera que estén». Este fue definido como un país árabe: «El Estado de Palestina es un Estado árabe, como parte integral e indivisible del pueblo árabe».

## Consecuencias
La declaración fue acompañada por una llamada del CNP para las negociaciones multilaterales sobre la base de la Resolución 242. La convocatoria se llamó más tarde "el compromiso histórico", ya que implicaba la aceptación de la "solución de dos estados", es decir que ya no se puso en duda la legitimidad del Estado de Israel. El comunicado político del CNP que acompañaba a la declaración pedía sólo su retirada de "la Jerusalén árabe" y los otros "territorios palestinos ocupados". El discurso de Yasser Arafat en Ginebra ante la ONU un mes más tarde fue aceptado por los Estados Unidos como suficiente para eliminar las ambigüedades de la declaración, cumpliendo las condiciones necesarias para el diálogo abierto con los Estados Unidos.
Como resultado de la declaración, la Asamblea General de Naciones Unidas convocó a Yasser Arafat, presidente de la OLP, para dar una alocución. Una resolución de la Asamblea decidió "el reconocimiento de la proclamación del Estado de Palestina por parte del Consejo Nacional de Palestina el 15 de noviembre de 1988," y se decidió, además, que "Palestina" fuese la designación utilizada en la ONU, en lugar de "Organización para la Liberación Palestina". 104 estados votaron a favor de esta resolución, 44 se abstuvieron y dos —los Estados Unidos e Israel— votaron en contra. A mediados de diciembre, 75 Estados habían reconocido Palestina, llegando a 93 estados en febrero de 1989 y a 130 en febrero de 2012.